# Ron Stoeltie
Ronaldo (Ron) José Stoeltie (Buenos Aires, 20 juli 1957) is een Nederlands radiomaker.
Stoeltie werd geboren in Argentinië, als zoon van een expat voor de KLM. Caroline Stoeltie, de moeder van Ronaldo, speelde in 1976 de rol van moeder Maaike in enkele afleveringen van de NCRV-jeugdserie Pommetje Horlepiep.
Toen Stoeltie twaalf jaar oud was, besloten zijn ouders terug te keren naar Nederland. Stoeltie legde de 'klassieke' leerweg af die bij de radio hoort. Hij begon als zestienjarige bij de bejaardenomroep in Badhoevedorp. Later volgde nog de ziekenomroep Domino. Ook was hij een aantal jaren te horen bij Unique FM, de Amsterdamse radiopiraat.
Nadat AVRO's Jan Steeman hem naar Hilversum haalde, presenteerde hij diverse radioprogramma's, waaronder acht jaar lang De Gouden Greep van de EO op Radio 2. Later werd hij Manager Evenementen van Radio 2 en Radio 5 Nostalgia. Van Radio 5 Nostalgia werd Stoeltie ook Manager Muziek en voice-over.
Landelijke bekendheid kreeg Stoeltie onder meer door zijn jarenlange betrokkenheid bij het Eurovisiesongfestival waarvoor hij werd onderscheiden met de Eurovision Award. Ook bedacht hij het Gala van het Nederlandse lied, dat tien jaar lang werd uitgezonden op Radio 2, waarin Nederlandse artiesten door collega artiesten in het zonnetje werden gezet. In 2003 was hij medebedenker van Top 2000 in Concert, een muziekevenement op de Nederlandse radio en televisie aan het eind van het jaar en was hij samen met Kees Toering verantwoordelijk voor de komst van de NPO radio 2 Top 2000 in 1999. In datzelfde jaar werd Stoeltie onderscheiden met een Marconi Award voor beste radiostem. 
Huidige: · Annemieke Schollaardt · Bart Arens · Carolien Borgers · Evelien de Bruijn · Corné Klijn · Daniël Lippens · Desiree van der Heiden · Dolf Jansen · Eddy Keur · Emmely de Wilt · Evert Duipmans · Jan-Willem Roodbeen · Jeroen Kijk in de Vegte · Jeroen van Inkel · Leo Blokhuis · Martine ten Klooster · Morad El Ouakili · Paul Rabbering · Ruud de Wild · Shay Kreuger ·Tannaz Hajeby · Thomas Hekker · Willemijn Veenhoven
Voormalige: Alfred van de Wege · Andrew Makkinga · Bert Haandrikman · Bert Kranenbarg · Cees van Zijtveld · Cielke Sijben · Daniël Dekker · Edwin Diergaarde · Felix Meurders · Ferry Maat · Frank du Mosch · Frits Sissing · Frits Spits · Gerard Ekdom · Giel Beelen · Gijs Staverman · Hans Schiffers · Henk van Steeg · Jan Paul Grootentraast · Jasper de Vries · Jeanne Kooijmans · Jeroen Mulder · Jetske van Staa · Jurgen van den Berg · Karel van Cooten · Kasper Kooij · Kimberley Dekker · Malou Holshuijsen · Marc Adriani · Marisa Heutink · Mart Smeets · Miranda van Holland · One'sy Muller · Peter Schuiten · Peter van Bruggen · Rick van Velthuysen · Rob Stenders · Roeland van Zeijst · Ron Stoeltie · Rutger Radstaake · Ruud Hermans · Sander de Heer · Sander Guis · Sara Kroos · Simone Walraven · Ted de Braak · Thijs Maalderink · Thomas van Vliet · Timur Perlin · Toine van Peperstraten · Tom Mulder · Will Luikinga · Yora Rienstra· Wouter van der Goes· Frank van 't Hof · Stefan Stasse  ·